# Forces armées libanaises
 (juillet 2023).
La mise en forme du texte ne suit pas les recommandations de Wikipédia : il faut le « wikifier ».
Les points d'amélioration suivants sont les cas les plus fréquents. Le détail des points à revoir est peut-être précisé sur la page de discussion.
- Les titres sont pré-formatés par le logiciel. Ils ne sont ni en capitales, ni en gras.
- Le texte ne doit pas être écrit en capitales (les noms de famille non plus), ni en gras, ni en italique, ni en « petit »…
- Le gras n'est utilisé que pour surligner le titre de l'article dans l'introduction, une seule fois.
- L'italique est rarement utilisé : mots en langue étrangère, titres d'œuvres, noms de bateaux, etc.
- Les citations ne sont pas en italique mais en corps de texte normal. Elles sont entourées par des guillemets français : « et ».
- Les listes à puces sont à éviter, des paragraphes rédigés étant largement préférés. Les tableaux sont à réserver à la présentation de données structurées (résultats, etc.).
- Les appels de note de bas de page (petits chiffres en exposant, introduits par l'outil «  Source ») sont à placer entre la fin de phrase et le point final[comme ça].
- Les liens internes (vers d'autres articles de Wikipédia) sont à choisir avec parcimonie. Créez des liens vers des articles approfondissant le sujet. Les termes génériques sans rapport avec le sujet sont à éviter, ainsi que les répétitions de liens vers un même terme.
- Les liens externes sont à placer uniquement dans une section « Liens externes », à la fin de l'article. Ces liens sont à choisir avec parcimonie suivant les règles définies. Si un lien sert de source à l'article, son insertion dans le texte est à faire par les notes de bas de page.
- La présentation des références doit suivre les conventions bibliographiques. Il est recommandé d'utiliser les modèles {{Ouvrage}}, {{Chapitre}}, {{Article}}, {{Lien web}} et/ou {{Bibliographie}}. Le mode d'édition visuel peut mettre en forme automatiquement les références.
- Insérer une infobox (cadre d'informations à droite) n'est pas obligatoire pour parachever la mise en page.

Pour une aide détaillée, merci de consulter Aide:Wikification.
Si vous pensez que ces points ont été résolus, vous pouvez retirer ce bandeau et améliorer la mise en forme d'un autre article.
L'armée libanaise (en arabe : الجيش اللبناني, al-Jaych al-Lubnani) a pour missions principales de maintenir la sécurité et la stabilité du Liban, la sécurité des frontières, la sécurité des ports, les opérations de sauvetage, la lutte contre les incendies, le combat du trafic de drogue et de la contrebande à travers les frontières, et la lutte anti-terroriste. 
L'armée libanaise est constituée de trois branches :
- les forces terrestres ;
- les forces navales ;
- les forces aériennes.

Ces trois branches sont coordonnées par le centre de commandement de l'armée libanaise, située à Yarzé, à l'est de la capitale Beyrouth.
Il y a un total six écoles militaires à travers le pays. Des officiers cadets sont souvent envoyés à l'extérieur pour recevoir des formations complémentaires.
Selon The Military Balance 2017 de l'International Institute for Strategic Studies, le budget de la Défense libanaise atteignait, en 2017, 1,74 milliard de dollars, soit 4,4% de son PIB.
L'équipement actuel est principalement américain, car les forces armées libanaises attendent toujours la promesse de don de l'Arabie saoudite formulée fin 2013. En effet cette dernière a offert un don de 3 milliards de dollars à l'armée libanaise pour acheter des armes auprès de la France avec qui le Liban a des relations historiques. Le programme est annulé en 2016 à la suite de griefs formulés par l'Arabie saoudite à l'encontre du Liban. Mais le président Michel Aoun, en visite à Riyad, a réussi à obtenir la promesse de rétablissement du don.

## Histoire

### Les origines
L’histoire de l’armée libanaise remonte à la Première Guerre mondiale. En 1916, Le gouvernement français en guerre contre l'Empire ottoman crée la Légion d’Orient à laquelle se joignent de jeunes Libanais.
En 1926 sont créés les compagnies puis bataillons de chasseurs libanais. Avec les autres unités libanaises des troupes spéciales du Levant, les bataillons de chasseurs libanais forment l'origine de l'armée libanaise.

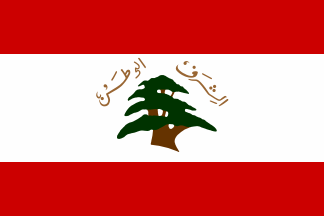
Premier drapeau de l'armée libanaise.

Précédant la reconnaissance de l’indépendance du Liban le 22 novembre 1943, les principales unités militaires libanaises sont regroupées au printemps 1943 pour former la cinquième brigade, placée en juin 1944 sous le commandement du colonel Fouad Chéhab.

### De l'indépendance à la guerre civile
Le jour de l’indépendance, le troisième bataillon de chasseurs du Liban est mis à la disposition du gouvernement libanais pour maintenir la sécurité[réf. souhaitée]. Cependant, la majeure partie de l’armée libanaise continue d’opérer au sein de l’armée française jusqu’au premier août 1945 quand l'armée libanaise passe sous la pleine et unique autorité du gouvernement national. Début 1948, l'armée compte 3 800 militaires environ et est organisée avec :
- quatre bataillons de chasseurs libanais,
- deux escadrons de chasseurs à cheval libanais,
- un escadron moto-mécanique avec un peloton de chars et un peloton d'auto-mitrailleuses,
- un groupe d'artillerie (canons de 105 de montagne),
- une compagnie automobile,
- une compagnie de transport hippomobile,
- une compagnie mixte du génie et de transmission.

En 1948, lors de la première guerre israélo-arabe, le Liban ne participa pas officiellement aux combats, se contentant d'une pénétration de quelques centaines de mètres en Palestine[réf. nécessaire]. Le soutien libanais se limita ensuite à un appui logistique aux forces syriennes et à l'armée de Libération arabe, à l'exception d'une opération offensive menée les 5 et 6 juin 1948 en Galilée à la frontière, contre les forces israéliennes qui occupaient le village de Malkieh. Les Israéliens reprirent sans combat la position, préalablement évacuée par ses défenseurs, en octobre suivant lors de l'opération Hiram.
Lors de la crise de 1958 au Liban, avant que les combats n'éclatent, le général Fouad Chehab, commandant de l'armée nationale, a décidé que ses 7 000 hommes devaient éviter de se laisser entraîner dans le conflit imminent. Il a soutenu que l'armée, dont les effectifs étaient répartis à parts égales entre le christianisme et l'islam, se désintégrerait si on lui ordonnait de soutenir l'une ou l'autre des factions religieuses.  Après les émeutes de mai, il a cependant eu recours à la force, mais pour empêcher une effusion de sang plutôt que pour assurer le triomphe d’un camp ou de l’autre.  À Tripoli, par exemple, les troupes du général Chehab ont contribué à contenir les rebelles, tandis qu'à Beyrouth, la capitale, l'armée a empêché la police du président Chamoun d'attaquer les quartiers de la ville tenus par les rebelles.
Entre 1961 et 1967, l'armée offrit son concours à l'Haigazian College Rocket Society (HCRS) et à la Lebanese Rocket Society pour développer un programme de lanceur spatial, la fusée Cèdre.

### Laguerre du Liban
En 1975, date le début de la guerre libanaise, l'effondrement politique total du pays a empêché l'armée libanaise d'assumer son rôle national de garant de la stabilité interne et de la sécurité. Des petites unités équipées de quelques postes de tir de missiles Milan tentent de stopper l'intervention de l'armée syrienne le 6 juin 1976 dans la région de Beyrouth. Elles réussissent à détruire plusieurs T-55 et T-62 avant d’être submergées par le nombre. 

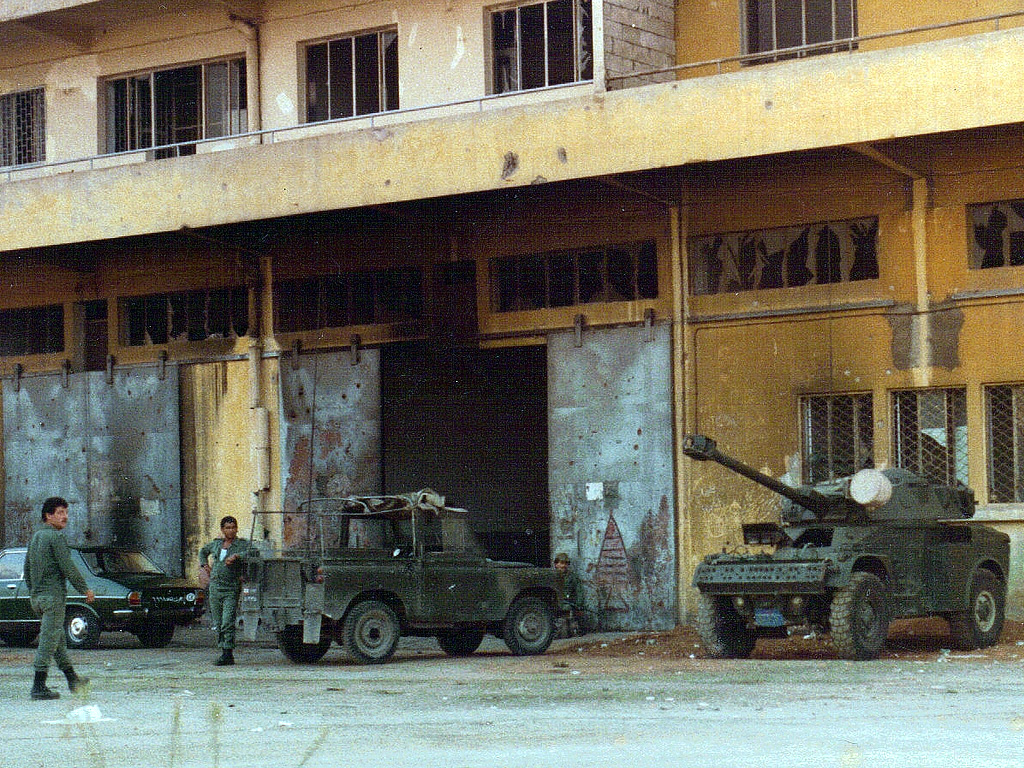
AML 90 de l'armée libanaise, Beyrouth, 1982.

Le 13 mars 1978, les forces israéliennes envahissent une partie du pays jusqu’au fleuve Litani. Le Conseil de sécurité des Nations unies adopte la résolution 425, réclamant le retrait inconditionnel des Israéliens jusqu’aux frontières internationalement reconnues. Les Nations unies déploient 4 000 soldats au Liban-Sud pour s’en assurer et aider le gouvernement libanais à asseoir sa souveraineté. Le Liban lui-même envoie 700 soldats au sud pour prendre position avec les troupes de l'ONU.
Lors de l'invasion israélienne du Liban en 1982, un bataillon de l'armée fut mobilisé pour défendre le palais présidentiel de Baabda, craignant qu'il ne soit l'objet d'attaques. Ce fut la seule action entreprise par l'armée libanaise pendant cette invasion.
Lors de la guerre de la montagne, en septembre 1983, la 8e brigade de l'armée libanaise combat avec succès les milices alliées druzes palestiniennes et syriennes dans la bataille de Souk El Gharb.
En 1988, après l’échec du Parlement libanais à élire un nouveau président de la République, le président sortant, Amine Gemayel, nomme un gouvernement militaire dirigé par le général Michel Aoun avant de quitter ses fonctions.
À la suite des attaques et des attentats répétés de l'armée syrienne, Aoun lance la guerre de libération le 14 mars 1989. Dans les mois qui suivent, l'armée libanaise et les forces syriennes échangent des tirs d'artillerie à Beyrouth.
Le 13 octobre 1990, le président syrien Hafez el-Assad, allié depuis le mois d’août des Américains dans le conflit du Golfe, lance ses troupes à l’assaut des régions contrôlées par le général Aoun et du palais présidentiel de Baabda. Le général Aoun lance un appel au cessez-le-feu et ordonne les troupes de l'armée de recevoir ses ordres du général Émile Lahoud.

### Après la guerre

#### Conscription
Le service militaire obligatoire a été ramené de 12 mois le 4 mai 2005, et afin d'être supprimé dans un délai de deux ans à compter de cette date. Le 10 février 2007, le service militaire a été officiellement supprimé.

#### Conflit israélo-libanais de 2006
Du 12 juillet au 14 août 2006, le Liban a été en butte à des attaques très violentes d'Israël (voir Conflit israélo-libanais de 2006). La résistance de son armée a été timide, se limitant à la défense aérienne. Cette situation s'explique par le fait que le Liban ne s'est pas mis officiellement en état de guerre contre l'État hébreu, mais aussi et surtout par l'ancienneté relative des équipements de l'armée libanaise par rapport à ceux de l'armée israélienne. Différentes bases ont été attaquées par l'armée israélienne. On dénombre une vingtaine de victimes et une cinquantaine de blessés dans les rangs de l'armée libanaise.
Les principales bases attaquées :
- l'attaque à deux reprises de la base du régiment autonomes de travaux près de Baabda ;
- les bases navales de Beyrouth, Jounieh, et Tripoli ;
- les bases aériennes de Rayak à l'est, de Qoleyat au nord, et l'aéroport international de Beyrouth ;
- les casernes de l'armée à Amchit ;
- attaque de différentes bases de l'armée situées au sud, notamment à Tyr et à Sidon ;
- occupation des casernes de l'armée à Marjayoun par l'armée israélienne, et sa destruction en la quittant.

Le Conseil des ministres libanais a décidé, à la suite de la résolution 1701 du Conseil de sécurité des Nations unies, d'envoyer 15 000 soldats libanais au Sud-Liban. Le 16 août 2006, l'armée libanaise a commencé à se déployer au sud du fleuve Litani, après plus de 40 années d'absence de cette région du pays.

#### Combats de septembre 2007
Le 2 septembre 2007, l'armée libanaise prend le camp de Nahr-el-Bared. Elle tue dans cette action 225 membres du Fatah al-Islam, en capture 202 dans le Nord du pays et perd 169 militaires tombés au combat.

#### Soutien étranger
Conséquences du conflit israélo-libanais de 2006
Après les événements de juillet et août 2006, différents pays ont exprimé leur intention de soutenir l'armée libanaise, et de lui fournir des armes modernes. La Belgique a offert à l'armée libanaise des pièces d'artillerie et des munitions. 
La France a livré des munitions, des explosifs, du matériel de transmission, et une aide de 4,5 millions d'euros. L'Arabie saoudite a offert 500 millions de dollars (près de 400 millions d'euros), Abou Dhabi et le Qatar quelque 300 millions de dollars.
En janvier 2007, l'armée a reçu 20 Humvees provenant des États-Unis, dans le cadre d'un programme d'aide d'un montant de 40 millions de dollars, comprenant aussi 285 autres Humvees, des munitions, des pièces de rechange, et de l'entraînement.
En mars 2007, l'armée a reçu 9 hélicoptères Gazelle comme donation des Émirats arabes unis.
Le 31 décembre 2007, la vente de 71 blindés d'occasion a été finalisée lors d'une visite au Liban par le chef de la Défense belge. Le montant de ce contrat s'élève à 3,5 millions d'euros et les livraisons se font dans le courant de l'année 2008. Cette vente concerne au total 43 Leopard 1, seize blindés chenillés de type AIFV dotés d'un canon de 25 mm et douze transporteurs de troupe de type M113, ainsi que des munitions.
Le 17 novembre 2010, la Russie annonce une donation d'armes au Liban, comprenant des hélicoptères, chars et pièces d'artillerie. L'opération envisagée comprend six hélicoptères Mi-24, trente et un chars T-72 et trente-six pièces d'artillerie de calibre 130 mm.
L'aide saoudienne, le contrat Donas
Le 29 décembre 2013, alors que la guerre civile syrienne déborde sur le territoire libanais, l'Arabie saoudite annonce un soutien de trois milliards de dollars US aux forces armées libanaises pour l’aider à renforcer ses forces armées et à acheter des armes de la France, a annoncé le président libanais, ajoutant qu’il s’agissait du plus gros don de l’histoire du pays pour l’armée. Les armes seront achetées de l’État français dans les plus brefs délais vu les relations historiques qui le lient au Liban et à l'étroite coopération militaire entre les deux pays. En février 2015, on annonce les premières livraisons en avril. L'Arabie saoudite suspend toutefois ce programme d'aide en 2016, reprochant au Liban de ne pas empêcher les actions agressives du Hezbollah à son encontre. L'achat lui-même n'est pas annulé, les armements servant au profit du pays donataire, en guerre au Yémen.
Commandant des Forces armées libanaises

## Forces terrestres

### Composition

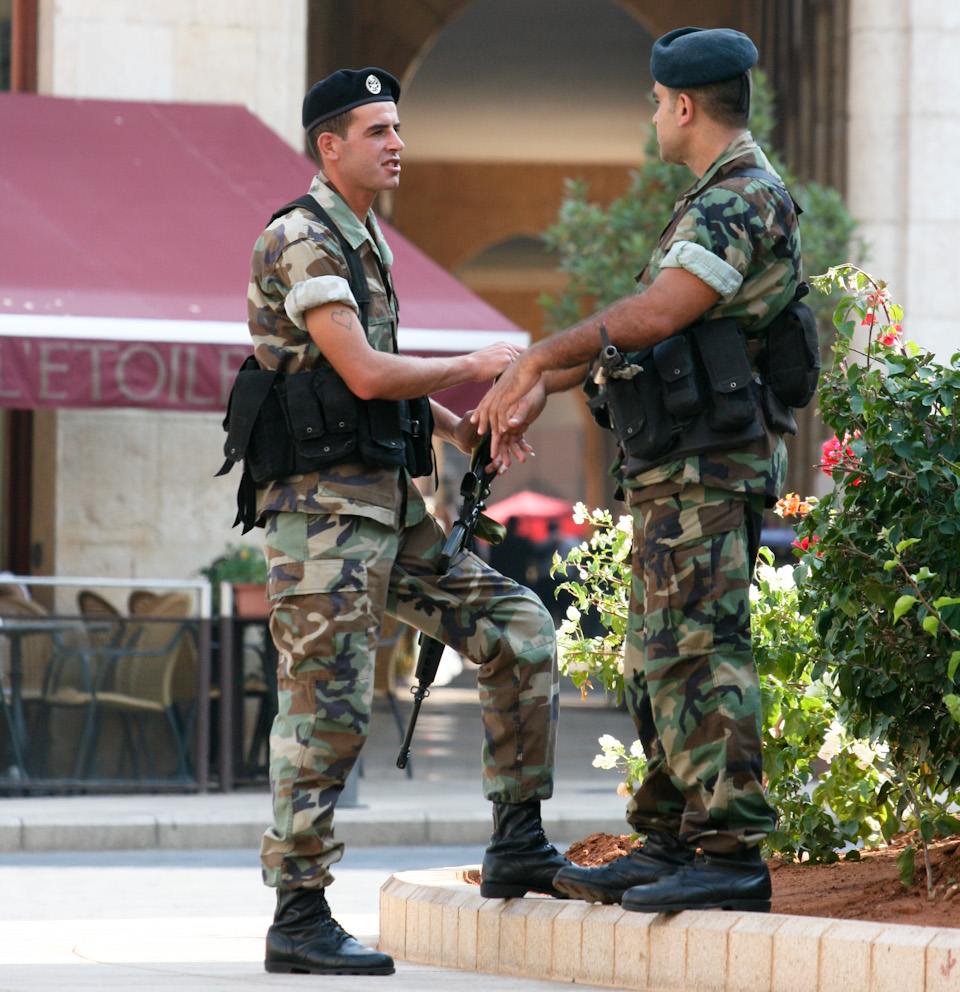
Soldats de l'armée libanaise, 2009.

En 2016 les forces terrestres sont composées de :
- 5 commandements de régions ;
- 11 brigades d'infanterie mécanisées ;
- la brigade de la garde républicaine ;
- un régiment de commandos ;
- 6 régiments d’intervention ;
- 1 régiment aéromobile ;
- 1 régiment de commandos marine ;
- 2 régiments d’artillerie ;
- 1 régiment de chars de combat ;
- 1 régiment de lutte anti-char ;
- 4 régiments de frontières terrestres.

De même les unités de soutien comportent :
- les services médicaux ;
- la brigade de soutien ;
- la brigade logistique ;
- la police militaire ;
- le régiment autonome des travaux ;
- le régiment de transport ;
- le régiment de génie ;
- le régiment de transmissions.

### Équipements lourd
| Chars                                                                     | T-54/T-55, M-48 A1/A5, char M60 | 180 + 60 + 10 |
| Véhicules de transport de troupes (en service avant la guerre du Liban)   | M59 (en), Panhard M-3, Chaimite (en), AMX-VCI, AMX-13 VTT, FV-603 Saracen (en), M125A2 (en) (avec du mortier de 81 mm), Universal Carrier, Cadillac Gage V-100 Commando |               |
| Véhicules de transport de troupes                                         | M113A1/A2, VAB VCI | 1 300 + 80    |
| Chars légers déclassés (en service avant et/ou durant la guerre du Liban) | AMX-13 |               |
| Véhicule blindé de combat                                                 | AIFV-B-C25 (tourelle-canon de 25 mm), | 16            |
| Véhicules légers de reconnaissance                                        | AML 90, Nimr II 1 exemplaire reçu en 2012 Iveco VTLM Lince | 60 + 1        |

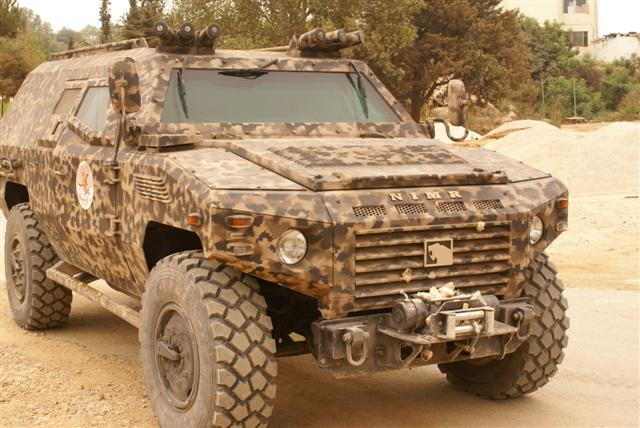
Nimr de fabrication Emirate de l'armée libanaise.

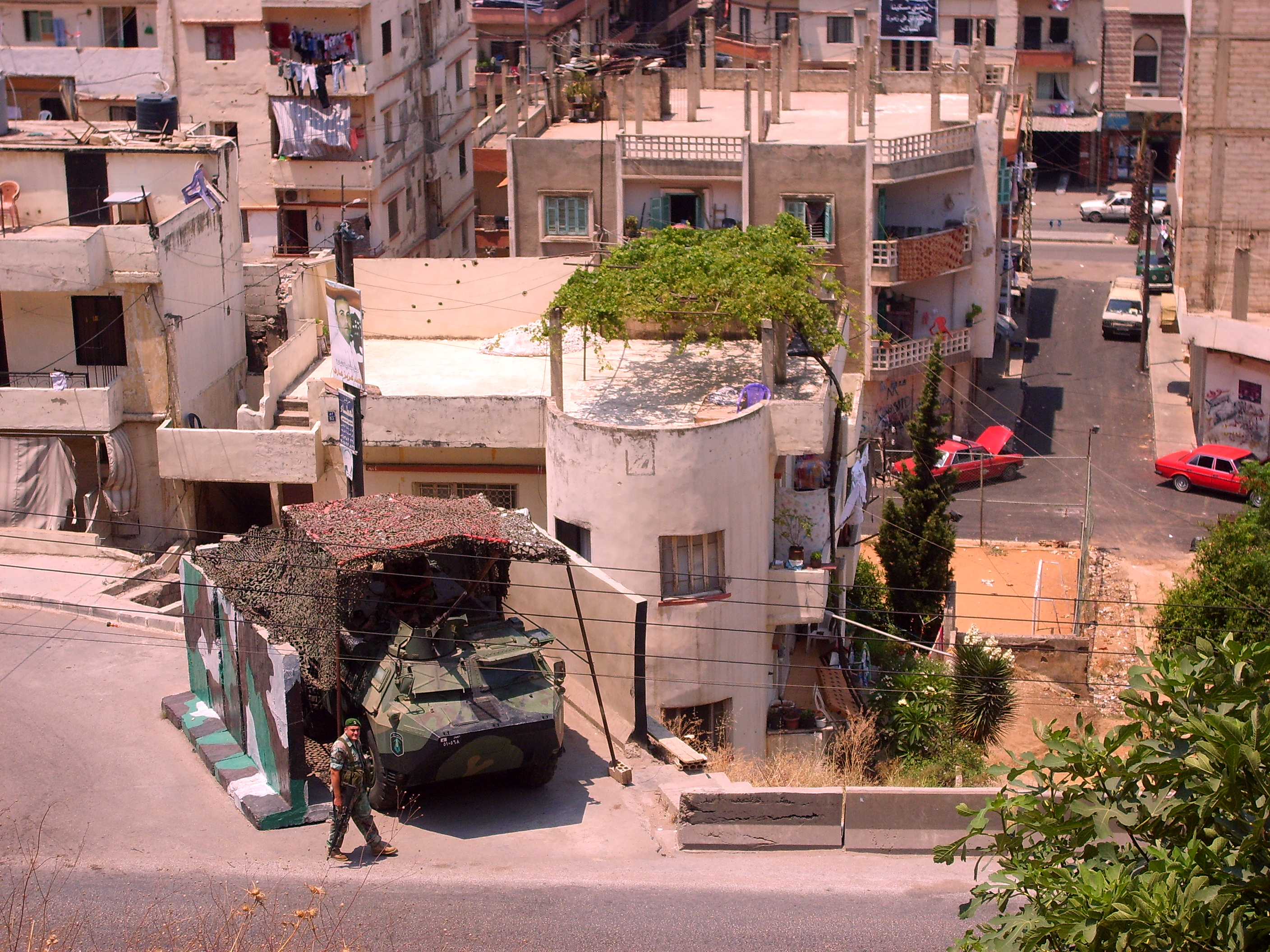
Un VAB de fabrication française de l'armée libanaise.

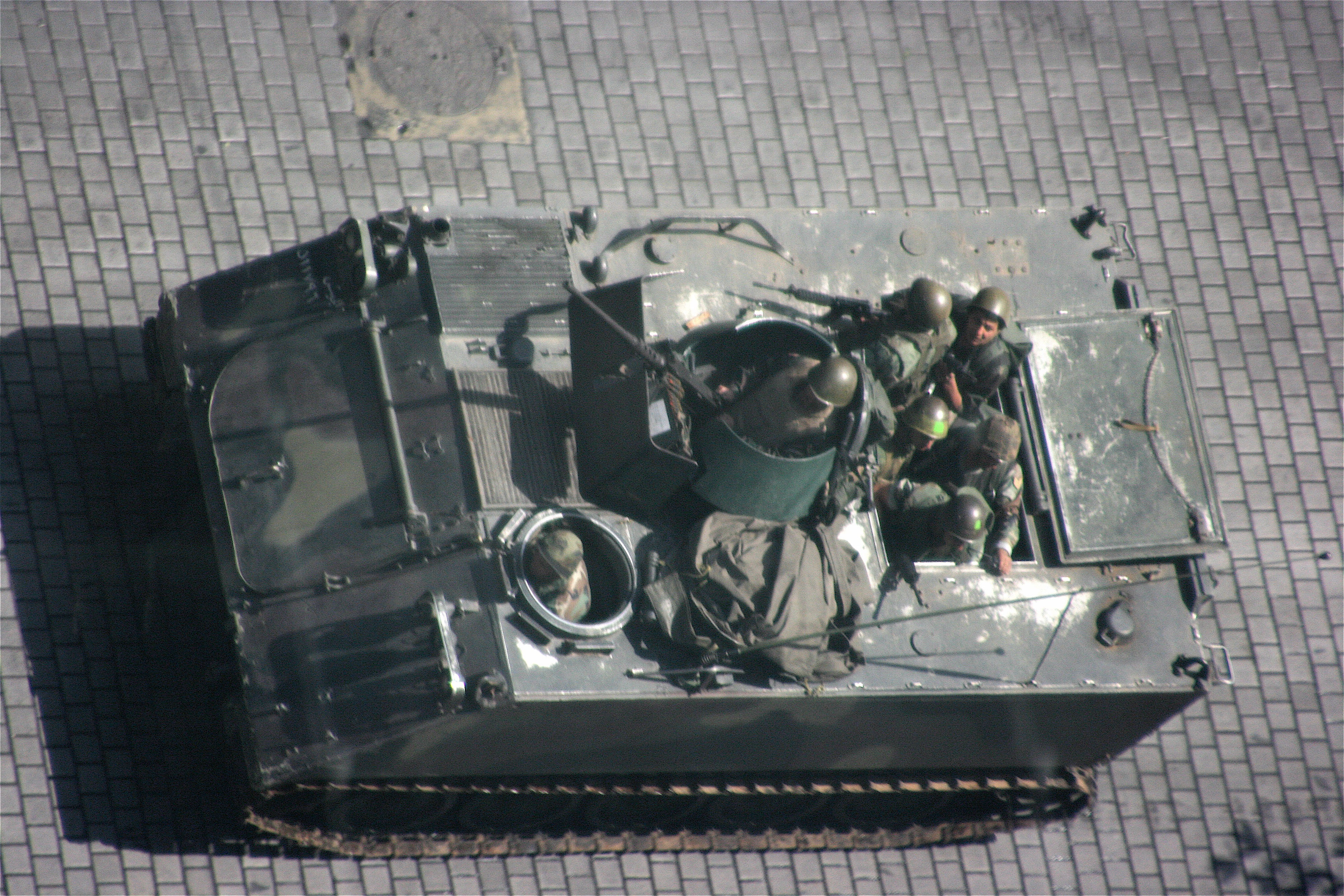
Un M113 américain de l'armée libanaise à Beyrouth.

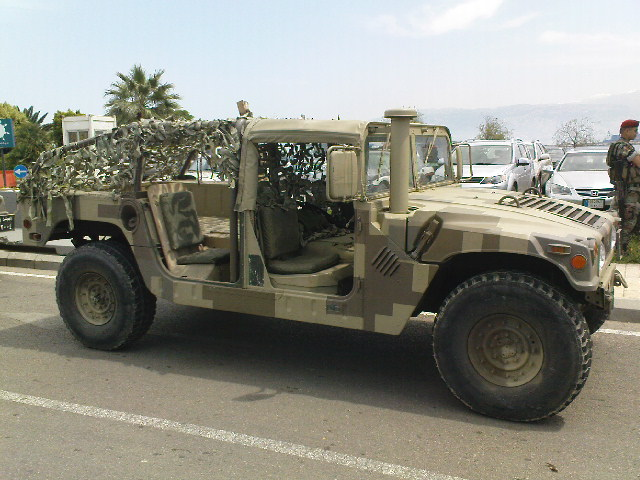
Humvee américain des commandos de marine libanais.

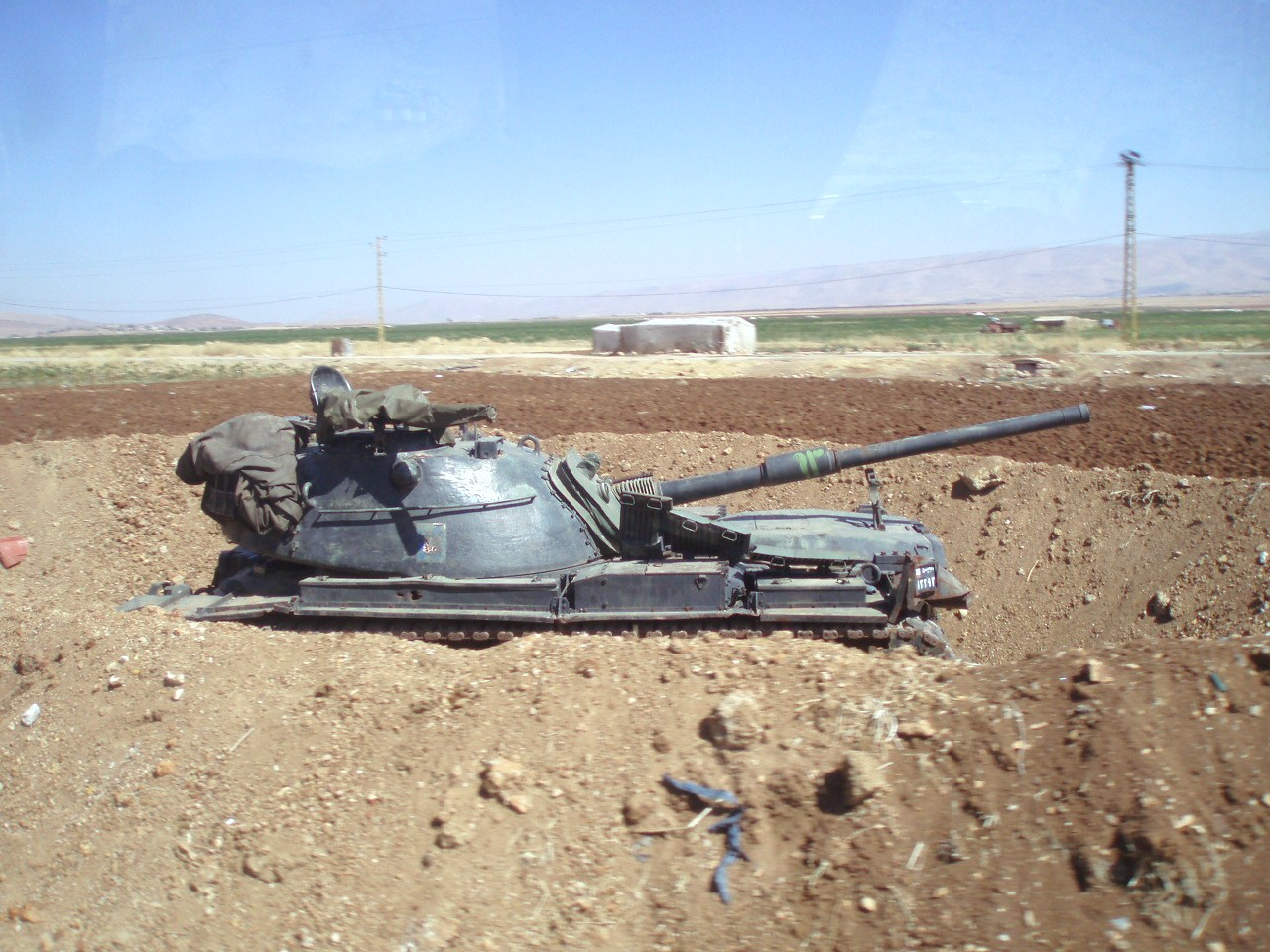
M-48 de l'armée libanaise.

L'armée possède également une variété d'équipement d'artillerie et de systèmes de missiles sol-sol.
| Artillerie remorquée                                      | M101 howitzer (105 mm), D-30 (122 mm), 122-mm howitzer M1938 (M-30) (122 mm), M-46 (130 mm), 2A36 (152 mm), M114 155 mm howitzer A1 (155 mm), M198 (155 mm), Model 50 (155 mm) |        |
| Artillerie auto-propulsée                                 | M109 A3 | 12     |
| Défenses antiaériennes                                    | M42 Duster, ZU-23 (23 mm), SA-7A/SA-7B Grail | 30+    |
| Missiles antichar guidés                                  | ENTAC, MILAN, BGM-71 TOW, RPG-7, M72 LAW, M65 Rocketlauncher, | 70     |
| Systèmes d'artillerie lance-roquettes                     | BM-21, BM-11 | 30     |
| Véhicules                                                 | Land Rover Defender, M151 MUTT jeep, CUCV, HMMWV « Humvee », AIL M-325 Commandcar, M35A3                                                                                       | 3 100+ |
| Armes standards d'infanterie (avant la guerre du Liban)   | fusils semi-automatiques MAS 1949-1956, Sertling Mk 4 PM MAT 49, BREN, FN CAL, M16A1, MG34, Browning GP, Walther P38.                                                          |        |
| Arme standards d'infanterie (guerre du Liban/années 2010) | M16, CAR-15, AKMS, FN P90, FN FAL, Colt M4, AK-74, AKS-74U, AKM/ AKMS, AK-47, MP5, HK G3, HK 33, SVD, RPK, FN MAG, PKM, Browning M2                                            |        |
| Armes lourdes d'infanterie                                | Fusils sans recul M40, divers mortiers |        |

## Forces navales
Les Forces navales sont la composante maritime de l'armée libanaise.
La marine libanaise est responsable de la protection des eaux territoriales du Liban, de la protection des ports, et de la répression de la contrebande.
La structure de la marine est centralisée autour du commandement des marines, et se divise en le quartier général de la marine, du département des équipements navales, l'école navale, la base navale de Beyrouth et la base navale de Jounieh.
Les unités des forces navales libanaises comptent :
| Vedettes de support de combat | Emmanuela (Camuffo) de construction britannique                                                        | 27 |
| EDIC                          | EDIC (engins de débarquement d'infanterie et de chars), Damour et Tyr, offerts par la France (670 tpc) | 2  |
| Patrouilleurs                 | Amchit (Bremen 2) (120 tpc)                                                                            | 1  |
| Patrouilleurs                 | Nakoura (Bremen) (35 tpc)                                                                              | 1  |
| Patrouilleurs                 | Trablous (Tracker) (35 tpc)                                                                            | 9  |
| Craft Boats                   | patrouilleur de 36 m avec des capacités de navigation en haute mer                                     | 2  |

## Forces aériennes

Insigne de l'armée de l'air.

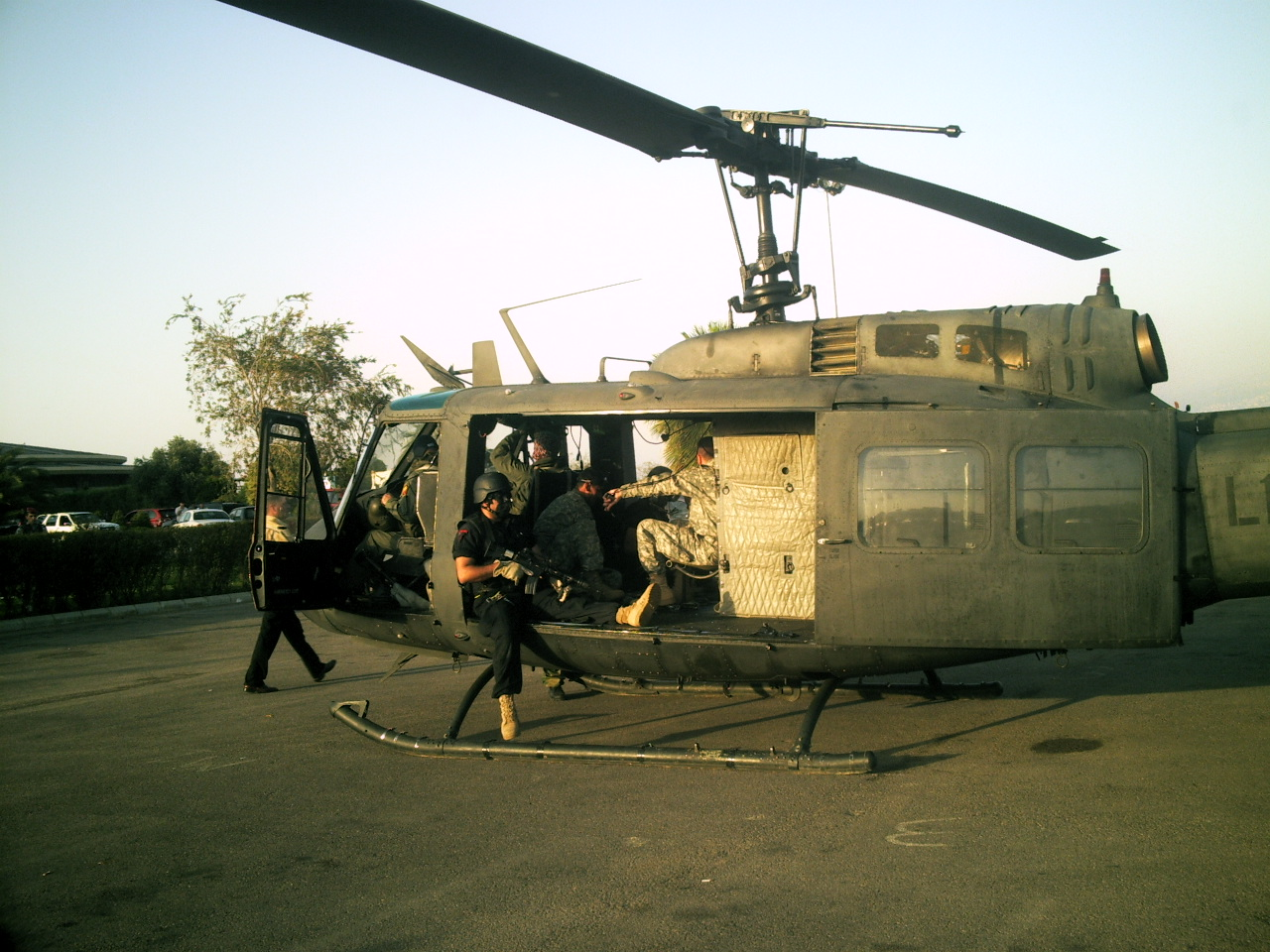
UH-1H de l'armée libanaise.

Les forces aériennes possèdent en 2010 15 hélicoptères Bell UH-1H (reçus en 1995 de l'armée américaine). Ils sont utilisés dans tout le pays pour différentes missions.
L'inventaire de l'armée de l'air comprend également à cette date 8 Gazelle, 10 Puma et 3 Sikorsky S-61.
L'armée de l'air a acquis en 2006 4 nouveaux hélicoptères Robinson R44 Raven II, qui sont utilisés pour la formation des nouveaux pilotes, et pour la surveillance. Ce nouvel escadron est basé à la base aérienne de Rayak dans la partie est du pays.
Au début de 2007, quatre hélicoptères Bell 212 ont été remis en service à la suite de la réception de pièces de rechange pour 1 million d'euros dans le cadre d'un programme d'aide italien, et 9 hélicoptères Gazelle ont été reçus des Émirats arabes unis.
En décembre 2008, la Russie a annoncé que 10 Mig 29 seront délivrés à l'armée libanaise courant 2009,. Par la suite, ce transfert n'a pas eu lieu, le Liban jugeant le coût de maintenance de ces avions très élevé par rapport à son budget défense et mal adapté à l'étroitesse du pays. Ce contrat s'est transformé en projet d'acquisition en cours de réalisation de 6 hélicoptères lourds d'attaque Mil Mi-35 (version export du célèbre Mil Mi-24 Hind D).
Elle disposent également, début 2012, de 2 AC-208 Combat Caravan payés par l'USAF.
Le 22 décembre 2012, l'armée libanaise a reçu six hélicoptères de type « Huey II » don du gouvernement américain à l'armée libanaise. 
L'armée de l'air libanaise a une longue histoire d'utilisation d'avions de combat Hawker Hunter depuis 1958. En 2011, 4 d'entre eux sont toujours opérationnels après une remise en service datant de 2008. 
L'armée libanaise a utilisé également des Dassault Mirage III EL entre 1974 et 2000 avant de les vendre au Pakistan.
Début novembre 2015, le Liban annonce la commande de six appareils Embraer EMB 314 Super Tucano qui remplaceront d'ici 2019 les Hawker Hunter survivants.

## Forces spéciales
Les forces spéciales libanaises forment l'élite de l'armée libanaise. Ceux qui s'inscrivent sont soumis à un régime de formation rigoureux et doivent être dans un état physique et mental irréprochable avant d'accéder à cette position recherchée. Chaque branche des Forces armées comportent des forces spéciales ou commandos. Ceux-ci comprennent : 
- régiment commando - Maghaweer ;
- régiment libanais aéroporté - Moujawkal ;
- régiment commando marine (Navy SEALs) ;
- Panthers – forces de sécurité interne.

Pour assurer l'efficacité de ces forces d'élite, de nombreux commandos sont envoyés à l'étranger pour des pays comme les États-Unis, le Royaume-Uni et la France. Ils y reçoivent une formation supplémentaire dans des domaines spécialisés que les Forces armées libanaises sont incapables de fournir, en raison d'un manque de ressources. Au Liban, chaque Commando est formé à la guerre urbaine et la guérilla. Durant cette formation rigoureuse, chaque commando est soumis à un horaire de 20 heures par jour pendant trois mois, divisé en différentes étapes. Chaque étape consiste en une forme spécialisée de la guerre et ses tactiques associées. Ces tactiques incluent le sabotage, le sniping, l'extraction et les opérations clandestines. Les forces spéciales libanaises sont également bien connues pour tuer à mains nues et manger des serpents lors des cérémonies de remise de diplômes. 
En 2008, l'armée libanaise a établi un commandement des opérations spéciales afin de regrouper les unités d'élite de l'armée. Ces forces d'opérations spéciales comprennent le régiment aéroporté, le régiment de commandos, la régiment de commandos de marine et le régiment de contre-sabotage du renseignement militaire. La taille initiale de la force sera d'au moins de deux brigades, soit environ 5 000 soldats, mais il est prévu de l'agrandir jusqu'à trois brigades.